# Juan Eugenio Hartzenbusch
Juan Eugenio Hartzenbusch, född 6 september 1806, död 2 augusti 1880, var en spansk författare.
Hartzenbusch började som konstsnickare i sin tyskfödde fars verkstad, och blev slutligen direktör för Biblioteca Nacional i Madrid. Hartzenbusch utgav och skrev inledning till flera delar av Biblioteca de autores español, han utgav Gabriel Téllez dramer i 12 band och omarbetade äldre spanska, italienska och franska dramer. Som originalverk utgav han dramer av mycket växlande slag, såsom feeriet La redoma encantada (svensk översättning "Den förtrollade flaskan", 1839) och tragedin Los amantes de Teruel, där han lyckligt behandlade en folklig legend. Juan de las Viñas, aldrig utgiven i tryck, spelades i Stockholm 1844 under titeln "Tvertom'". Hartzenbusch var även fabeldiktare, lyriker, filolog och kritiker. Hans Obras utgavs 1888–1892.